# Полдень (картина Хоппера)
«Полдень» (англ. High Noon) — картина американского художника-реалиста Эдварда Хоппера, написанная в 1949 году. На картине изображена девушка, стоящая в дверном проёме залитого солнцем дома. Хранится в Дейтоновском институте искусств, штат Огайо, США.

## Описание
На первый взгляд сюжет на картине кажется достаточно ясным. Полуодетая девушка стоит у входной двери в ожидании кого-то или чего-то. Но картина сложна как в психологическом, так и в эстетическом плане. С одной стороны, Хоппер использует образ девушки для эстетического исследования света и тени: тени на её теле являются продолжением геометрических теней в доме. С другой стороны, свет производит впечатление отстранённости: белые стены резко контрастируют с голубым небом и рыжими дымоходом и фундаментом — и в этом свете женщина освещается так, как будто на ней сфокусирован прожектор. Эффект почти непристойный. Её халат не запахнут, что дает почти полное представление о её наготе, а вертикали халата и его проёма соответствуют вертикали дверного проема и двери и щели в шторах у окна наверху. В этом акценте на открытиях можно найти множество намёков. Возможно, название Полдень (High Noon, в переводе Высокий полдень) несет иронические ассоциации столкновении — встреча мужских и женских желаний в страстном конфликте.